# Ruda (Foča, BiH)
Ruda je naseljeno mjesto u općini Foči, Republika Srpska, BiH. Nalazi se jugozapadno od Kušlata i Poda, sjeverno od Zavaita, zapadno od Podgaja, sjeverno od rječice Vranića. Zapadno je Dragočavska rijeka, a sjeveroistočno Tvrdaci i rijeka Ćehotina. Smješten je na 1097 metara nadmorske visine.
Pripojen je Zavaitu, a zajedno s njime i naselja Kušlat i Poda.